# 박인수 (배우)
박인수(1975년 5월 18일 ~ )는 대한민국의 배우이다.

## 출연 작품

### 영화
- 《특송》 (2022년) - 폐차장 보관실 경찰 역
- 《불어라 검풍아 - 감독판》 (2021년) - 태평소 / 포차주인 역
- 《불어라 검풍아》 (2021년) - 태평소 / 포차주인 역
- 《퍼펙트맨》 (2019년) - 조선족 간병인 1 역
- 《안시성》 (2018년) - 이적 역
- 《수상한 언니들》 (2016년) - 박 대표 역
- 《대호》 (2015년) - 박 포수 역
- 《친절한 가정부》 (2015년) - 선글라스 역
- 《오빠가 돌아왔다》 (2014년) - 세탁소 역
- 《만찬》 (2014년) - 형사 3 역
- 《신세계》 (2013년) - 연변거지 3 역
- 《내가 먼저 농담을 시작했다》 (2012년) - 보스 역
- 《범죄와의 전쟁: 나쁜놈들 전성시대》 (2012년) - 선원 2 역
- 《평범한 날들》 (2011년) - 레지던트 역
- 《수상한 이웃들》 (2011년) - 한 기자 역
- 《노르웨이의 숲》 (2010년) - 중래 역
- 《처음 만난 사람들》 (2009년) - 진욱 역
- 《가벼운 잠》 (2008년) - 경찰 역

### 드라마
- 《앨리스》 (2020년, SBS) - 이세훈 역
- 《배가본드》 (2019년, SBS) - 북한 특수군단 소속 탈북자들을 모아서 만든 비밀조직 불가살의 하위 역

### 연극
- 《취선록》
- 《어무이 어무이요》
- 《넋이야 있고 없고》
- 《똥아 똥아 개똥아》
- 《열녀춘향수절가》
- 《흉가에 볕들어라》